# Чиммино, Франческо
Франческо Чиммино (итал. Francesco Cimmino; 1864—1939) — итальянский поэт и переводчик.
Востоковед по образованию, преподавал санскрит в Неаполитанском университете.
Перевёл на итальянский драмы «Викраморваси» и «Малавика и Агнимитра» Калидасы, «Ратнавали» и «Нагананда» Харши. Опубликовал три сборника собственных стихов. Автор двух оперных либретто; на стихи Чиммино писали песни Пьер Адольфо Тиринделли и Франческо Паоло Тости. Бенедетто Кроче, приятельствовавший с Чиммино, отмечал, что в ритмах и образах его текстов для музыки было «изящество в духе Метастазио».